# Estonia en los Juegos Olímpicos de Londres 2012
Estonia estuvo representada en los Juegos Olímpicos de Londres 2012 por un total de 32 deportistas que compitieron en  deportes. Responsable del equipo olímpico fue el Comité Olímpico de Estonia, así como las federaciones deportivas nacionales de cada deporte con participación.
El portador de la bandera en la ceremonia de apertura fue el lanzador de disco Aleksander Tammert.

## Medallistas
El equipo olímpico de Estonia obtuvo las siguientes medallas:
| Nombre      | Deporte            | Competición |
| ----------- | ------------------ | ----------- |
| Oro         |                    |             |
| —           |                    |             |
| Plata       |                    |             |
| Heiki Nabi  | Lucha grecorromana | 120 kg M    |
| Bronce      |                    |             |
| Gerd Kanter | Atletismo          | Disco M     |